# Marina Tuutma
Marina Tuutma, född 9 november 1960 i Estniska SSR, är en estnisk-svensk allmänläkare och andre vice ordförande i Sveriges läkarförbund.

## Biografi
Tuutma föddes i Estland där hon avlade läkarexamen och fullgjorde AT- och ST-tjänst. Hon arbetade även som vårdenhetschef inom offentlig och privat sjukvård, samt grundade och var delägare i en privat vårdcentral. Hon flyttade från Estland till Karlstad med familjen 2004, och började jobba på vårdcentralen i Rud, där hon arbetat kvar på deltid samtidigt med sina förtroendeuppdrag. Tuutma har suttit i Svenska distriktsläkarföreningens styrelse sedan 2012 och valdes till vice ordförande 2016. År 2017 efterträdde hon Ove Andersson som ordförande, och efterträddes i sin tur av Ylva Sandström 2024. Hon har förtroendeuppdrag inom Sveriges läkarförbund som andre vice ordförande och sitter som ordförande i förbundets digitaliseringsråd. Tuutma har även varit ordförande i Läkarföreningen i Värmland. Hon har verkat för att stärka läkarkårens makt över vårdens styrning och drivit frågan om ett listningstak på 1 100 patienter per heltidsarbetande allmänläkare. År 2022 utsågs Tuutma till ledare för en statlig utredning om läkarintygets roll vid sjukskrivning.
Tuutma är gift och har två vuxna söner.